# Desperado - Olympia 83
Albums de Gilbert Bécaud
Bonjour la vie Bécaud...
(1984)
Desperado - Olympia 83 est le 12e album enregistré en direct de l'Olympia de Gilbert Bécaud.

## Autour de l'album
- Référence originale : 33 tours PATHÉ MARCONI / EMI 1 727 751.
- Les orchestrations sont de : Jean-Pierre Dorsay (titres 1, 4, 8), Daniel Carlet (titre 2), Norbert Daum (titre 5), Christian Gaubert (titre 6), Léonard Raponi (titre 7).

## Titres
Face A
1. Desperado (Claude Lemesle/Gilbert Bécaud) [3 min 30 s]
2. Les Petites Mad'maselles (Maurice Vidalin/Gilbert Bécaud) [3 min 00 s]
3. La Vente aux enchères (Maurice Vidalin/Gilbert Bécaud) [7 min 26 s]
4. La Fille de Nathalie (Pierre Delanoë/Gilbert Bécaud) [4 min 56 s]

Face B
1. Désirée (Michael Kunze, Claude Lemesle/Gilbert Bécaud) [4 min 07 s]
2. L'Indien (Maurice Vidalin/Gilbert Bécaud) [6 min 25 s]
3. Mé-qué, mé-qué (Charles Aznavour/Gilbert Bécaud) [2 min 12 s]
4. Adieu l'idiot (Pierre Delanoë/Gilbert Bécaud) [3 min 51 s][1]
5. Je t'appartiens (Pierre Delanoë/Gilbert Bécaud) [3 min 13 s]